# М'якотино (Псковська область)
М'якотино (рос. Мякотино) — присілок в Великолуцькому районі Псковської області Російської Федерації.
Населення становить 26 осіб. Входить до складу муніципального утворення Переслегинська волость.

## Історія
Від 2014 року входить до складу муніципального утворення Переслегинська волость.

## Населення
| 2001 | 2002 | 2010 |
| ---- | ---- | ---- |
| 34   | ↘27  | ↘26  |